# 6020 Міямото
6020 Міямото (6020 Miyamoto) — астероїд головного поясу, відкритий 30 вересня 1991 року.
Тіссеранів параметр щодо Юпітера — 3,584.